# 2007年环法自行车赛
2007年環法單車賽（Tour de France 2007）於2007年7月7日至7月29日舉行，共有21支車隊派出的189名選手參加。揭幕戰是在英國首都倫敦市中心的7.9公里個人計時賽。這次比賽是在2006年10月26日宣布的。
整個賽程呈順時針，其中包括11個平地路段、6個山地賽段、1個衝刺賽段和2個個人計時賽段，共20站，全長3547公里。

## 外部連結
- 2007年環法單車賽官方網站
- 2007年環法單車賽（中文）